# Rineloricaria steinbachi
Rineloricaria steinbachi es una especie del género Rineloricaria, de la familia Loricariidae en el orden de los Siluriformes.

## Morfología
• Los machos pueden llegar alcanzar los 10 cm de longitud total.

## Hábitat
Es un pez de agua dulce y de clima tropical.

## Distribución geográfica
Se encuentran en Sudamérica: en Bolivia y el norte de la Argentina hasta la cuenca del río Salado chaqueño.